# David Bond (judoka)
David Bond (ur. 3 października 1977) – nowozelandzki judoka.
Startował w Pucharze Świata w 2002. Brązowy medalista mistrzostw Oceanii w 2000 i 2002. Mistrz kraju w 2000 i 2001 roku.